# Bollebygd

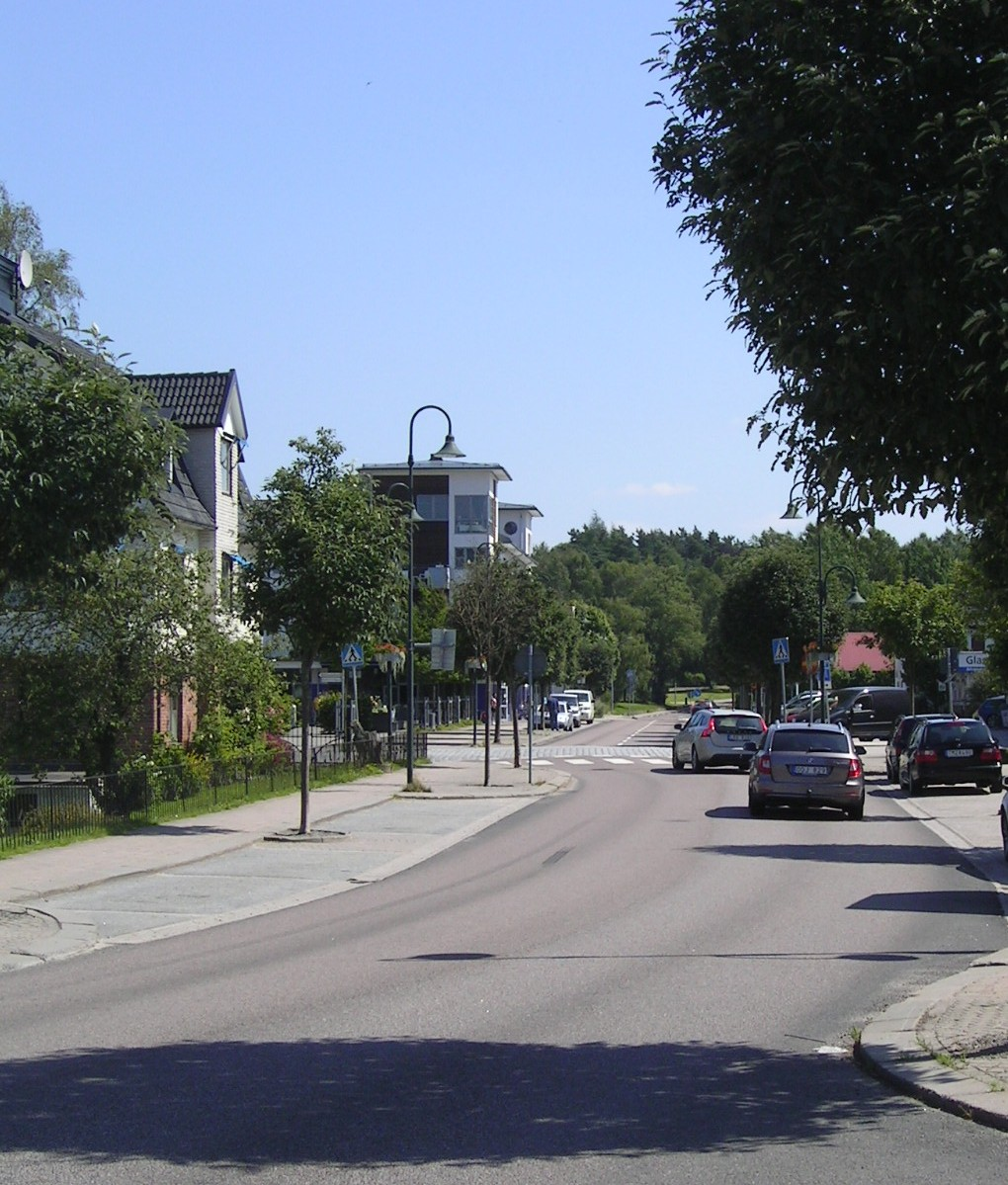
Huvudgatan på orten

Bollebygd är en tätort i Västergötland och centralort i Bollebygds kommun, Västra Götalands län, och är belägen vid riksväg 40 cirka 3,7 mil öster om Göteborg och 2,5 mil från Borås. På orten finns Bollebygds kyrka.

## Namnet
Ordet Bollebygd består i första ledet av det fornnordiska adjektivet ball, lika med, "stor", "ansenlig" och liknande och avser att orten varit en huvudbygd i förhållande till den omgivande. Efterleden -bygd är liktydigt med det nyare bo eller bu.
De olika namnformerna har som exempel varit:
- före 1547: Ballabu 1255 – Balläbygd i slutet av 1200-talet – Baallabygh 1313 – Baldebygd 1413 – Balläbyödh 1480 – Ballabygdt 1528.
- jordeboksformer, från 1547: Ballabygdh[6] 1568 – Ballebygdtth 1578 – Balle Bygd-h 1877.
- övriga former: Ballebygdz h. 1613 – Balby 1600 – Ballebo och Bållebo 1600-talet – Bollebygd 1755 – Bållebygd 1800-talet.

## Historia
Bollebygd är beläget i Bollebygds socken och i orten finns Kyrkebyn som är socknens kyrkby. Orten ingick efter kommunreformen 1862 i Bollebygds landskommun som 1971 uppgick i Bollebygds kommun. 1974 uppgick Bollebygd kommun i Borås kommun. 1995 delades Borås kommun och Bollebygd blev åter en egen kommun. 

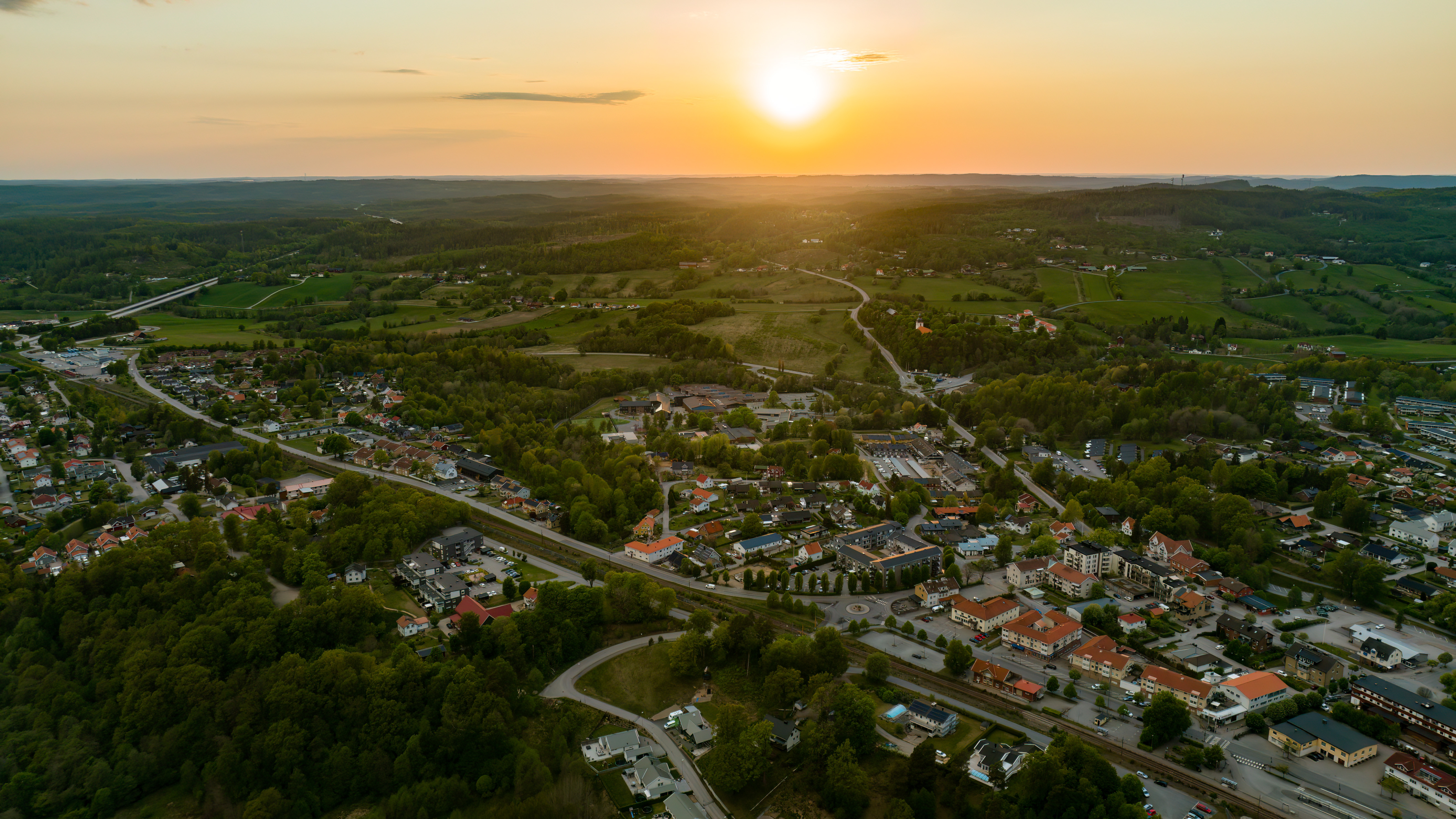
Ett foto taget med drönare över Bollebygd maj 2023.

Nya och Gamla Erikstorp växte fram som bostadsområde under 1970-80-talet. Hit går även buss 110 från Borås som har sin slutstation i Erikstorp. Senaste nybyggnationen är Skräddargårdshöjd som påbörjades under 2006.

## Befolkningsutveckling
| Befolkningsutvecklingen i Bollebygd 1960–2020 | Befolkningsutvecklingen i Bollebygd 1960–2020 | Befolkningsutvecklingen i Bollebygd 1960–2020 | Befolkningsutvecklingen i Bollebygd 1960–2020 | Befolkningsutvecklingen i Bollebygd 1960–2020 |
| --------------------------------------------- | --------------------------------------------- | --------------------------------------------- | --------------------------------------------- | --------------------------------------------- |
|                                               |                                               |                                               |                                               |                                               |
| År                                            |                                               |                                               | Folkmängd                                     | Areal (ha)                                    |
| 1960                                          | 1960                                          |                                               | 708                                           |                                               |
| 1965                                          | 1965                                          |                                               | 962                                           |                                               |
| 1970                                          | 1970                                          |                                               | 1 422                                         |                                               |
| 1975                                          | 1975                                          |                                               | 2 083                                         |                                               |
| 1980                                          | 1980                                          |                                               | 2 609                                         |                                               |
| 1990                                          | 1990                                          |                                               | 3 260                                         | 264                                           |
| 1995                                          | 1995                                          |                                               | 3 320                                         | 240                                           |
| 2000                                          | 2000                                          |                                               | 3 241                                         | 241                                           |
| 2005                                          | 2005                                          |                                               | 3 364                                         | 244                                           |
| 2010                                          | 2010                                          |                                               | 3 566                                         | 257                                           |
| 2015                                          | 2015                                          |                                               | 3 870                                         | 336                                           |
| 2020                                          | 2020                                          |                                               | 4 577                                         | 344                                           |
|                                               |                                               |                                               |                                               |                                               |

## Kommunikationer
Bollebygd ligger vid riksväg 40 som förbinder orten med Göteborg och Borås samt vid länsväg O 554 som förbinder orten med Hindås.
Kust till kust-banan mellan Göteborg och Kalmar/Karlskrona passerar Bollebygd och trafikeras av Västtrafik (2013).
Från och med 13 december 2020 satsade Västtrafik på bättre och tätare bussförbindelser mellan Bollebygd och Borås. Linje 404 togs bort och ersattes av linje 110 med halvtimmestrafik i rusningstrafik och entimmestrafik i lågtrafik, vardagar. Linjen följer samma linjesträckning som linje 404 från Erikstorp till Grönkullen samt från Lundaskog i Borås till Borås resecentrum.På sträckan däremellan trafikerar linjen riksväg 40. Linje 402 ersätter linje 404 på sträckan Grönkullen – Sandared, via Olsfors och Hultafors.
Från och till Bollebygd går även busslinje 101 till Göteborg och busslinje 611 till Mölnlycke via Rävlanda, Hindås, Härryda och Landvetter.

## Bollebygd i kulturen
Manusförfattaren Dennis Magnusson är född på orten och har bland mycket annat skrivit Unga Radioteaterns pjäs "Bollebygd goes Amageddon" som har sänts 2009 och 2012 i Sveriges Radio P1.
En kortfilm från 2015 med titeln "Det bor inga Homosexuella i Bollebygd" i regi och manus av Mikael Bundsen.

## Idrott
Bollebygds IF, bildat 1907, spelar 2018 fotboll som Bollebygd/Olsfors i Division 5 Mellersta Götaland. Lagets hemmaplan är idrottsarenan Eriksdalsparken, Olsfors.
Hestrafors IF, bildat 1937, som 2021 spelar fotboll i Division 3 Mellersta Götaland har även sin arena och anläggning Bollevi cirka 5 kilometer utanför Bollebygd, Fotbollsspelaren Anders Svensson har spelade i Hestrafors IF under åren 1990-92 innan han tog steget till IF Elfsborgs Ungdomsakademi.
Bollebygds AFF bildades 1983. Handbollsektionen bröt sig ur och bildade 1990 Bollebygds AFF Handboll. A-laget spelade säsongen 2009-2010 i division 4 men klubben har numera endast ungdomsverksamhet.
Bollebygds ridklubb, bildad 1973, har sin aktivitet vid Holmen som ligger ett par kilometer utanför tätorten.

## Källhänvisningar
1. 1 2  Statistiska tätorter 2023, befolkning, landareal, befolkningstäthet per tätort, SCB, 28 november 2024, läs online.[källa från Wikidata]
2. ↑  Land- och vattenareal per den 1 januari efter region och arealtyp. År 2012–2019, SCB, 21 februari 2019, läs online.[källa från Wikidata]
3. ↑  Folkmängd och befolkningsförändringar - Kvartal 1, 2025, SCB, 13 maj 2025, läs online.[källa från Wikidata]
4. ↑  Befolkning i tätorter 1960-2010, SCB, läs online, läst: 26 november 2013.[källa från Wikidata]
5. ↑  Kodnyckel för SCB:s statistiska tätorter och småorter - Koppling mellan gammalt och nytt kodsystem, SCB, 11 november 2021, läs online.[källa från Wikidata]
6. 1 2  Hellquist, Elof (1922): "båld", s 76 av Svensk etymologisk ordbok. Runeberg.org. Läst 2 mars 2015.
7. ↑  ”Statistiska centralbyrån - Folkmängd i tätorter 1960-2005”. Arkiverad från originalet den 23 juni 2011. https://www.webcitation.org/5zewoamwt?url=http://www.scb.se/statistik/MI/MI0810/2005A01x/MI0810_2005A01x_SM_MI38SM0703.pdf. Läst 13 december 2010.
8. ↑  ”Tidtabell linje 110 | Västtrafik”. www.vasttrafik.se. https://www.vasttrafik.se/reseplanering/tidtabeller/linje/9011014211000000/. Läst 31 januari 2021.
9. ↑  ”Tidtabell linje 402 | Västtrafik”. www.vasttrafik.se. https://www.vasttrafik.se/reseplanering/tidtabeller/linje/9011014240200000/. Läst 31 januari 2021.
10. ↑  ”Dagens Nyheter 2009-08-06”. http://www.dn.se/kultur-noje/scenrecensioner/bollebygd-goes-armageddon-pa-unga-radioteatern. Läst 8 augusti 2012.